# Canine Papillomatose

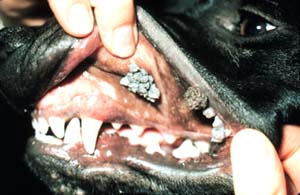
Papillomatose bei einem Hund

Die Canine Papillomatose ist eine seltene Viruserkrankung bei Hunden, die durch zahlreiche gutartige Warzen (Papillome) im Kopfbereich gekennzeichnet ist. Die Warzen sind bis zu mehrere Zentimeter groß und flach oder gestielt blumenkohlartig. Die Erkrankung heilt meist spontan ab.
Erreger ist das Canine Papillomavirus (COPV). Papillomaviren kommen zwar bei vielen Tierarten und dem Menschen (Humane Papillomviren) vor, sind aber streng wirtsspezifisch, so dass eine Gefährdung für den Menschen und andere Tiere nicht gegeben ist. Die Papillome treten vor allem in der Maulhöhle, seltener an der Bindehaut, der Hornhaut und den Augenlidern auf. Die warzenauslösenden Viren sind von Hund zu Hund übertragbar. Betroffen sind vor allem jüngere Hunde oder Tiere, welche eine Immunsuppression aufweisen.
Die Warzen sind gutartig und heilen meist ohne Therapie nach einem bis fünf Monaten ab. Wenn sie die Futteraufnahme stark beeinträchtigen, kann eine chirurgische Entfernung (Kryochirurgie, Elektrochirurgie) angezeigt sein. Eine Studie hat der Verabreichung von Azithromycin eine gute Wirksamkeit bescheinigt. Auch eine aus Warzengewebe hergestellte Autovakzine kann zur Behandlung eingesetzt werden, allerdings sollte keine Lebendvakzine verwendet werden.